# Selim İleri

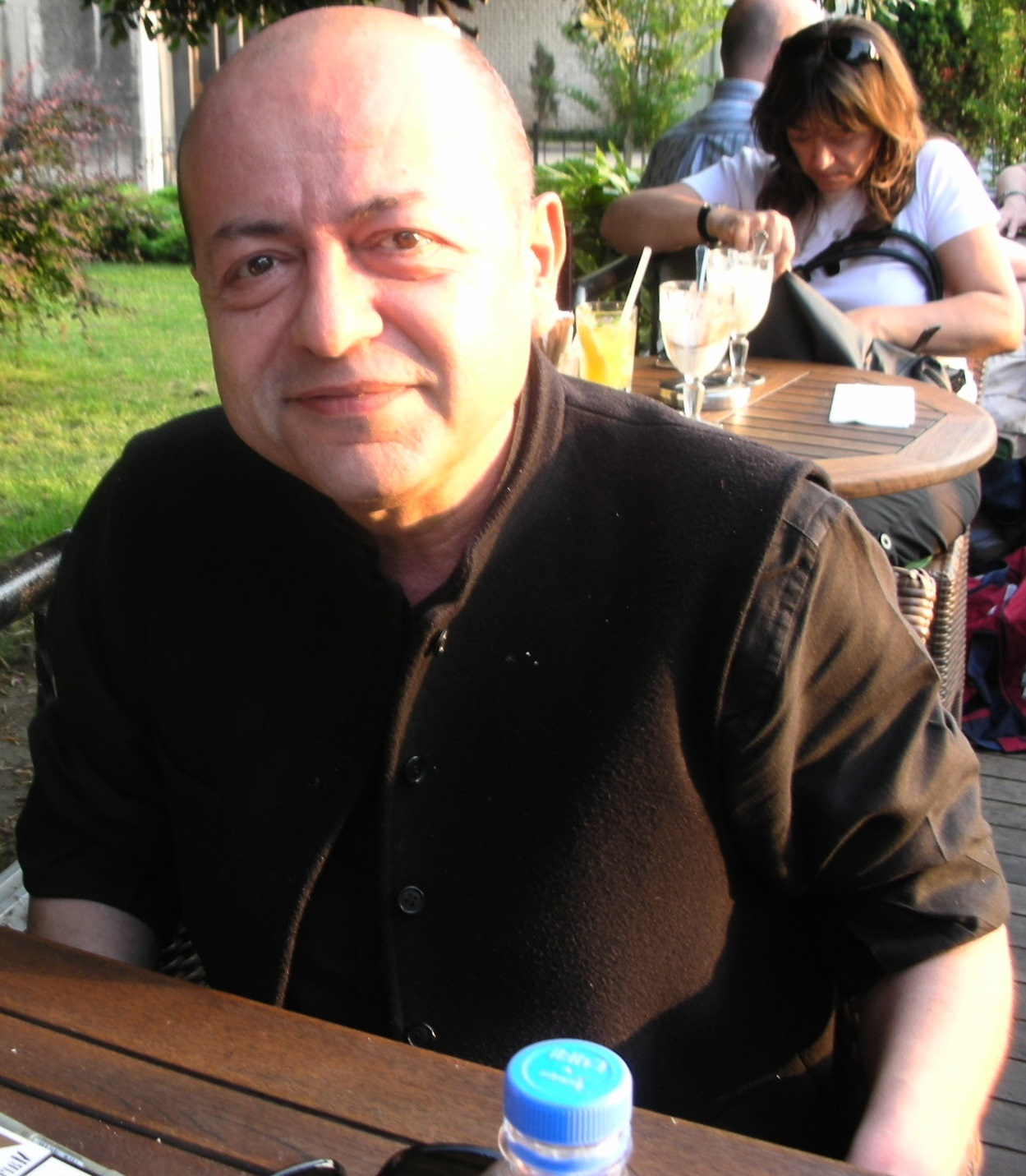
Selim İleri. 2008

Ali Selim İleri (geb. 30. April 1949, Kadıköy, Istanbul, Türkei; gest. 8. Januar 2025) war ein türkischer Schriftsteller, Drehbuchautor und Kritiker.

## Leben
Selim İleri wurde 1949 in Kadıköy geboren. Er erhielt seinen Namen nach Selim I. Sein Vater war Hasan Hilmi İleri, ein Maschinenbauingenieur, und seine Mutter Süheyla İleri. Sein Vater ging 1953 als Gastprofessor nach Deutschland und nahm seine Familie mit. In dem Jahr, in dem er in die Grundschule kam, kehrte die Familie nach Istanbul zurück. Er besuchte 1955 die erste Klasse der Cihangir-Grundschule. Als die erste Klasse vorbei war, hatte er noch nicht lesen gelernt.
Er besuchte die folgenden Klassen an der Firuzağa-Grundschule. Im Jahr 1960 erhielt er als Internatsschüler seine Sekundarschulausbildung am Galatasaray-Gymnasium. Er verließ die Schule und besuchte zunächst das Bakırköy-Gymnasium und dann das Atatürk-Jungengymnasium. Hier beeinflussten der Französischlehrer und Schriftsteller Vedat Günyol, der Kafka ins Türkische übersetzte, und der Literaturlehrer und Schriftsteller Rauf Mutluay İleris Leben. 
Schon im zweiten Jahr der Oberschule versuchte er, seinen Roman „Unutulmak“ zu veröffentlichen, den er nach dem Vorbild von Peride Celals Roman „Dar Yol“ (1949) geschrieben hatte. Im Jahr 1967 wurde eine seiner Geschichten mit dem Titel „Savaş Çiçekleri“ („Kriegsblumen“) in der Zeitschrift Yeni Ufuklar veröffentlicht. Im Jahr 1968 wurde mit Günyols Hilfe das Buch „Cumartesi Yalnızlığı/Güz Notları“ („Samstag-Einsamkeit/Herbstnotizen“) veröffentlicht, das seine Geschichten enthielt und seinem verstorbenen Vater gewidmet war. Zu diesem Zeitpunkt war er erst neunzehn Jahre alt. Er begann ein Studium der Rechtswissenschaften, brach das Studium jedoch 1972 ab, um sich dem Schreiben zu widmen. Unter dem Einfluss von Halit Refiğ, den er Anfang der 1970er Jahre kennenlernte, begann er Drehbücher zu schreiben. 1971 verfasste er sein erstes Drehbuch „Cennetin Kapısı“ („Himmelstor“). 1973 wurde sein erster Roman Destan Gönüller („Epische Herzen“) veröffentlicht. Mit seinem Geschichtenbuch „Dostlukların Son Günü“ („Der letzte Tag der Freundschaften“) gewann er 1976 den Sait Faik Öykü Ödülü (Sait-Faik-Literaturpreis). 
Er verfasste rund fünfzig Werke, darunter Romane, Kurzgeschichten, Memoiren, Essays, Drehbücher und Theaterstücke, und gewann damit häufig Preise. Er war Herausgeber der Literatur- und Kulturbeilagen mehrerer Zeitungen und produzierte Programme für Radio und Fernsehen. In seinen Essays erkundete er meist seine Heimatstadt Istanbul. In seinen Schriften steht häufig die Beziehung zwischen Ost und West im Mittelpunkt. Auch den Tod seiner Mutter nach einer längeren Alzheimer-Krankheit verarbeitete er literarisch (Annem İçin).

## Tod
Er starb im Alter von 75 Jahren im Istanbuler Stadtkrankenhaus Başakşehir Çam ve Sakura Şehir Hastanesi, wo er am 8. Januar 2025 eingeliefert worden war. Sein Leichnam wurde auf dem Sahrayıcedid-Friedhof (Sahrayıcedid Mezarlığı) beigesetzt.

## Auszeichnungen
- Aydın-Doğan-Preis, 2012

## Werke
| Kurzgeschichten - Cumartesi Yalnızlığı („Samstags-Einsamkeit“, 1968, Adam) - Pastırma Yazı („Sommer des Pastirma“, 1971, Bilgi) - Dostlukların Son Günü („Der letzte Tag der Freundschaften“, 1975, Bilgi) - Bir Denizin Eteklerinde („Am Fuße eines Meeres“, 1980, Altın) - Dostlukların Son Günü (1975, Bilgi, 1978 Sait Faik Hikâye Ödülü) - İlk Gençlik Çağına Öyküler I-II-III („Geschichten für die frühe Jugend“, 1980, Kültür Bakanlığı -Kulutrministerium) - Eski Defterlerde Solmuş Çiçekler („Verwelkte Blumen in alten Notizbüchern...“, 1982, Adam) - Son Yaz Akşamı („Letzter Sommerabend“, 1983, Altın) - Kötülük („Böse“, 1992, Remzi) - Fotoğrafı Sana Gönderiyorum („Ich schicke dir das Foto“, 2006, Doğan) - Yağmur Akşamları („Regnerische Abende“, 2011, Everest) Roman - Destan Gönüller („Epische Herzen“, 1973, Hürriyet) - Her Gece Bodrum („Jede Nacht Bodrum“, 1976, Bilgi) (1977 TDK Roman Ödülü-Preis) - Ölüm İlişkileri („Todes-Beziehungen“, 1979, Bilgi) - Cehennem Kraliçesi („Königin der Hölle“, 1980, Altın) - Bir Akşam Alacası („Im Zwielicht“, 1980, Altın) - Yaşarken ve Ölürken („Wie wir leben und wie wir sterben“, 1981, Altın) - Ölünceye Kadar Seninim („Ich gehöre dir, bis ich sterbe“, 1983, Altın) - Yalancı Şafak („Falsche Morgendämmerung“, 1984, Altın) - Saz Caz Düğün Varyete („Saz Jazz Hochzeitsvarieté“, 1984, Altın) - Hayal ve Istırap („Traum und Leiden“, 1986, Altın) - Kafes („Käfig“, 1987, Özgür Yayın) - Mavi Kanatlarınla Yalnız Benim Olsaydın („Wenn Du nur mit Deinen blauen Flügeln mein wärst“, 1991, Can) - Kırık Deniz Kabukları („Zerbrochene Muscheln“, 1993, Can) - Gramafon Hala Çalıyor („Das Grammophon spielt noch“, 1995, YKY) - Cahide - Ölüm ve Elmas („Cahide – Tod und Diamant“, 1995, YKY) - Cemil Şevket Bey - Aynalı Dolaba İki El Revoler („Herr Cemil Şevket – Zweihandrevolver im Spiegelschrank“, 1997, Oğlak) - Ada, Her Yalnızlık Gibi („Die Insel, wie jede Einsamkeit“, 1999, Oğlak) - Solmaz Hanım, Kimsesiz Okurlar İçin („Frau Solmaz, Für einsame Leser“, 2000, Oğlak) - Bu Yaz, Ayrılığın İlk Yazı Olacak („Dieser Sommer wird der erste Sommer der Trennung sein“, 2001, Doğan) - Yarın Yapayalnız („Morgen ganz allein“, 2004, Doğan) - İstanbul Lâle İle Sümbül („Istanbuler Tulpe und Hyazinthe“, 2007, Doğan) - Hepsi Alev („Alle Flammen“, 2007, Doğan) - Daha Dün („Erst gestern“, 2008, Doğan) - Bu Yalan Tango („Dieser Lügen-Tango“, 2010, Everest) - Mel’un - Bir Us Yarılması („Mel'un - Ein Nervenzusammenbruch“, 2013, Everest) - Sona Ermek („Bis zum Ende“, 2017, Everest) | Essays - Çağdaşlık Sorunu („Das Problem der Moderne“, 1978, Günebakan) - Aşk-ı Memnu Ya Da Uzun Bir Kışın Siyah Günleri („Verbotene Liebe oder die schwarzen Tage eines langen Winters“, 1981, Yazko) - Düşünce Duyarlık („Gedankensensibilität“, 1982, Adam) - Kamelyasız Kadınlar („Frauen ohne Kamelien“, 1983, Yazko) - İstanbul Yalnızlığı („Istanbul Einsamkeit“, 1989, İstanbul Kütüphanesi) - Peride Celal’e Armağan („Ein Geschenk für Peride Celal“, 1996, Oğlak) - Perisi Kaçmış Yazılar („Geflüchtete Schriften“, 1996, İyi Şeyler) - Sepya Mürekkebiyle Yazıldı („Geschrieben in Sepia-Tinte“, 1997, Oğlak) - Kurtuluş Savaşı ve Edebiyatımız („Der Unabhängigkeitskrieg und unsere Literatur“, 1998, Oğlak) - İstanbul Yıldızlar Altında („Istanbul unter den Sternen“, 1999, Oğlak) - Kırık İnceliklerin Şairi - Behçet Necatigil („Der Dichter der gebrochenen Feinheiten – Behçet Necatigil“, 1999, Kaf) - Ay Hala Güzel („Der Mond ist immer noch schön“, 1999, Kaf) - Biten (İki) Yüzyıl („(Zwei) Jahrhunderte zu Ende“, 2000, Oğlak) - Evimizin Tek Istakozu („Der einzige Hummer in unserem Haus“, 2000, Oğlak) - İstanbul Seni Unutmadım („Istanbul, ich habe dich nicht vergessen“, 2001, Oğlak) - Oburcuğun Edebiyat Kitabı („Das literarische Buch des Vielfraßes“, 2002, Doğan) - Rüyamdaki Sofralar („Tische in meinem Traum“, 2003, Doğan) - Uzak, Hep Uzak („Weit, immer weit“, 2003, Doğan) - İstanbul’un Sandık Odası („Istanbuls Wahlurne“, 2004, Doğan) - Kar Yağıyor Hayatıma („Es schneit auf mein Leben“, 2005, Doğan) - Cengiz Tacer - Denizden Yana, Çölden Yana („Cengiz Tacer – Auf der Seite des Meeres, auf der Seite der Wüste“, 2005, Milli Reassürans) - İstanbul Hatıralar Kolonyası („Istanbuler Andenken an Köln“, 2006, Doğan) - İstanbul'un Tramvayları Dan Dan („Istanbuls Straßenbahnen Dan Dan“, 2008, Doğan) - İstanbul İlk Romanımda Leylak („Istanbuler Lila in meinem ersten Roman“, 2009, Everest) - Oburcuk Mutfakta („Vielfraß in der Küche“, 2010, Everest) - Yaşadığım İstanbul („Istanbul, wo ich lebe“, 2012, Everest) - İstanbul Mayısta Bir Akşamdı („Es war ein Abend im Mai in Istanbul“, 2014, Everest) - Edebiyatımızın Sevdiğim Romanlar Kılavuzu („Literaturführer zu meinen Lieblingsromanen“, 2015, Everest) - İstanbul Bu Gece Yine Sensiz („Istanbul ohne dich heute Abend wieder“, 2016, Everest) | Momente - Annem İçin („Für meine Mutter“, 1983, Ada) - Hatırlıyorum („Ich erinnere mich“, 1984, Altın) - Seni Çok Özledim („Ich vermisse dich so sehr“, 1986, Özgür Yayın) - O Yakamoz Söner („Dieser Glanz verblasst“, 1987, Ada) - Anılar; Issız ve Yağmurlu („Erinnerungen; Verlassen und regnerisch“, 002, Doğan) Schauspiel - Allahasmarladık Cumhuriyet („Auf Wiedersehen, Republik“) - Ölü Bir Kelebek - Toplu Oyunlar („Ein toter Schmetterling – Kollektive Spiele“, 1998, Oğlak) Gedichte - Ay Işığı („Mondlicht“, 1986, Özgür Yayın) Gespräche - Atilla İlhan, Nam-ı Diğer Kaptan („Atilla İlhan, auch bekannt als Captain“, 2002, İş Bankası) - Şimdi Seni Konuşuyorduk („Wir haben jetzt über dich gesprochen“, 2007, Doğan) - O Aşk Dinmedi („Diese Liebe endete nicht“, mit Ayşe Sarısayın) (2017, Everest) Drehbücher - 2007 - Kilit („Sperren“, Kino) - 1999 - Kerem (TV Filmi) - 1994 - Bir Aşk Uğruna („Aus Liebe“, Serie) - 1992 - Yedikuleli Mihriban („Mihriban von Yedikule“, Serie) - 1992 - Her Gece Bodrum („Jede Nacht Bodrum“, Kino) - 1990 - Yalancı Şafak („Falsche Morgendämmerung“, Serie) - 1990 - Bir Yalnız Melek („Ein einsamer Engel“, Kino) - 1989 - Hiçbir Gece („Keine Nacht“, Kino) - 1987 - Afife Jale (Kino) - 1982 - Seni Kalbime Gömdüm („Ich habe dich in meinem Herzen begraben“, Kino) - 1982 - Göl („Der See“, Kino) - 1981 - Kırık Bir Aşk Hikâyesi („Eine zerbrochene Liebesgeschichte“, Kino), Dialoge - 1978 - Seninle Son Defa („Das letzte Mal mit Dir“, Kino) - 1975 - Çapkın Hırsız („Der Frauenheld und Dieb“, Kino) - 1974 - Askerin Dönüşü („Die Rückkehr des Soldaten“, Kino) - 1973 - Cennetin Kapısı („Himmelstor“, Kino) - 1973 - Bir Demet Menekşe („Ein Strauß Veilchen“, Kino) - 1972 - Yaralı Kurt („Der verwundete Wolf“, Kino) - 1972 - Kadın Yapar („Frauen machen das“, Kino) - 1972 - Günahsızlar („Todesschrecken“, Kino) Schauspieler - 1990 - Soğuktu ve Yağmur Çiseliyordu („Es war kalt und es nieselte“, Film und Drehbuch) - 1991 - Şen Dullar („Die lustigen Witwen“, Serie) Regie - 1989 - Hiçbir Gece („Keine Nacht“, Kino) - 1992 - Yedikuleli Mihriban („Mihriban von Yedikule“, Serie) |